# Rezerwat przyrody Na Opalonym
Na Opalonym – rezerwat przyrody znajdujący się na gruntach miejscowości Wojtkówka i Wojtkowa, w gminie Ustrzyki Dolne, w powiecie bieszczadzkim, w województwie podkarpackim. Leży w obrębie leśnym Wojtkowa, w Nadleśnictwie Bircza.
- numer według rejestru wojewódzkiego – 58
- powierzchnia – 216,98 ha[2][3] (akt powołujący podawał 216,54 ha)
- dokument powołujący – M.P. z 1996 r. nr 75, poz. 687, zmieniony przez: Dz. Urz. Woj. Podkarpackiego 03.110.1681
- rodzaj rezerwatu – leśny[2][3]

- typ rezerwatu – fitocenotyczny

- podtyp rezerwatu – zbiorowisk leśnych

- typ ekosystemu – leśny i borowy

- podtyp ekosystemu – lasów górskich i podgórskich

- przedmiot ochrony (według aktu powołującego) – naturalne zbiorowisko buczyny karpackiej porastającej zbocze poprzecinane licznymi potokami[2][3]

Buczynie karpackiej towarzyszą fragmenty bagiennej olszyny górskiej. Odnotowano tu około 170 taksonów flory naczyniowej.
Rezerwat znajduje się na terenie Parku Krajobrazowego Gór Słonnych oraz w granicach dwóch obszarów sieci Natura 2000: siedliskowego „Ostoja Góry Słonne” PLH180013 oraz ptasiego „Góry Słonne” PLB180003.